# Sanktuarium Matki Boskiej Skałkowej
Sanktuarium Matki Boskiej Skałkowej – sanktuarium maryjne we wsi Podzamcze w województwie śląskim, w powiecie zawierciańskim, w gminie Ogrodzieniec. Znajduje się przy drodze wojewódzkiej nr 790.
14 października 1818 r. na wapiennej skale jednemu z mieszkańców Podzamcza ukazał się wizerunek Matki Boskiej. Później skałę tę nazwano Skałą Matki Boskiej. W uroczystej procesji wzięto obraz Matki Boskiej z kaplicy na Zamku Ogrodzieniec i zamontowano go na miejscu objawienia, a mieszkańcy wsi codziennie zapalali przy nim światło. Wodę ze źródełka wypływającego przy skale uważano za leczniczą i chorzy przybywali obmywać się nią. Źródełko jednak zanikło. W latach 50. XX wieku wybudowano przy skale niewielką kaplicę z kamieni i lekkiej metalowej konstrukcji. Do 1999 r. odbywały się w niej msze św. W 2000 r. na jej miejscu wybudowano większą i ładniejszą kaplicę.
Nową kaplicę, zaprojektowaną przez architekta mgr inż. Marka Tonderę wraz z figurą Matki Boże cechuje nowoczesna stylistyka harmonizująca z otaczająca ją przyrodą. Wejście na plac przed kaplicą przez kamienny łuk z bramą, Na placu obok kaplicy zamontowano nową dzwonnicę i 5 stacji różańcowych. W kaplicy zamontowano historyczny krzyż, wykonany w warunkach konspiracyjnych w latach 50. w cementowni „Wiek”.

## Galeria

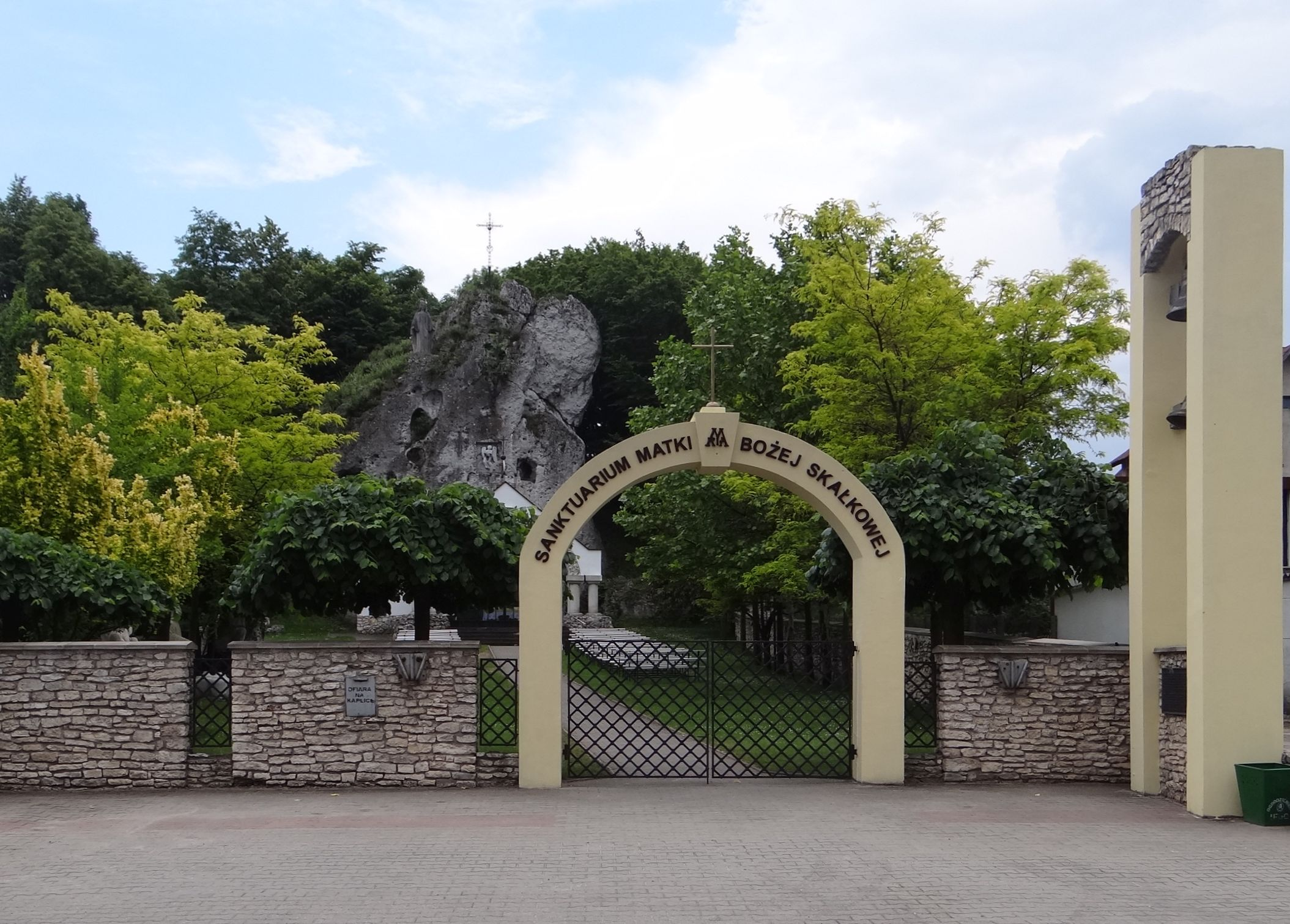
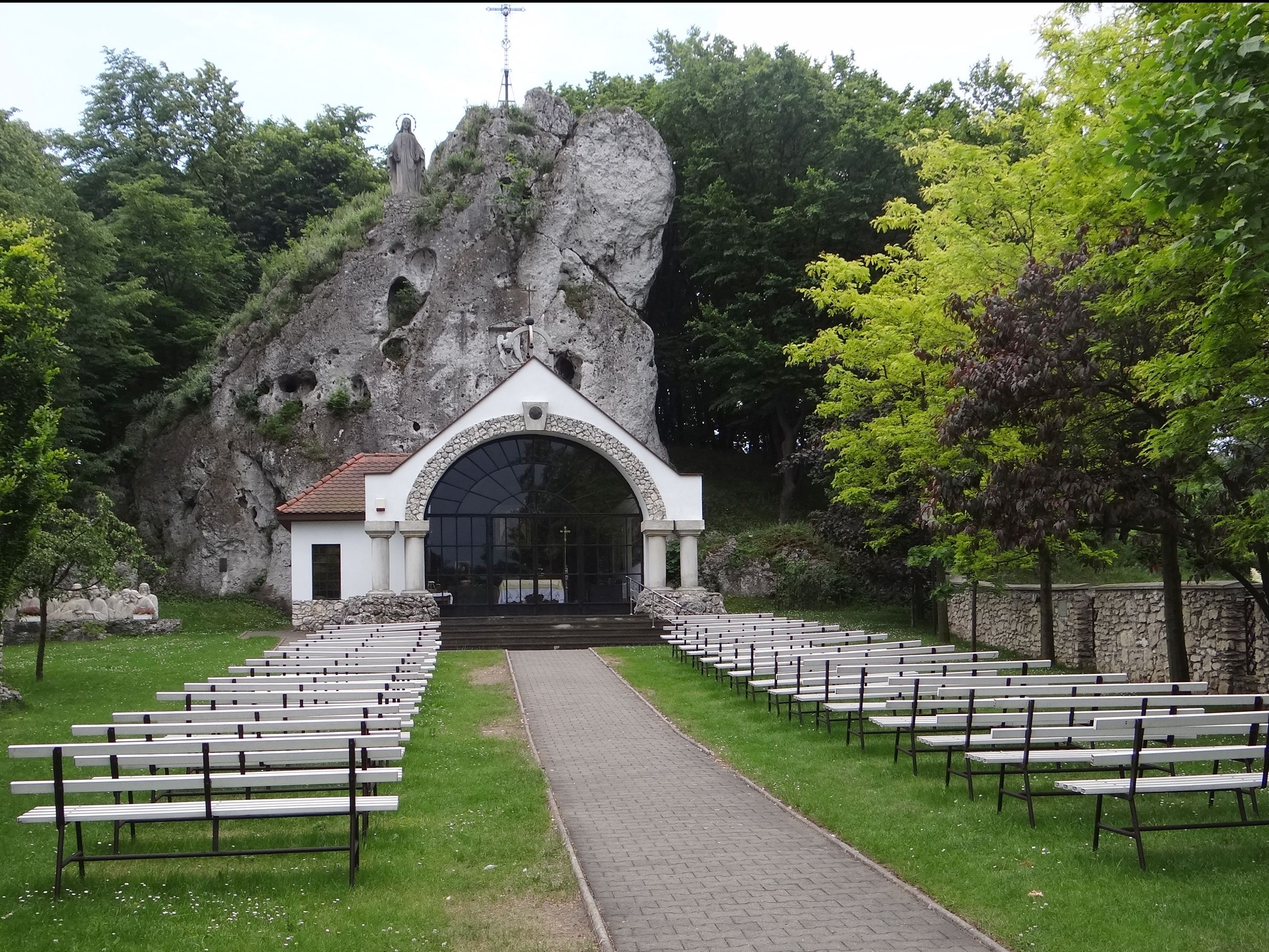
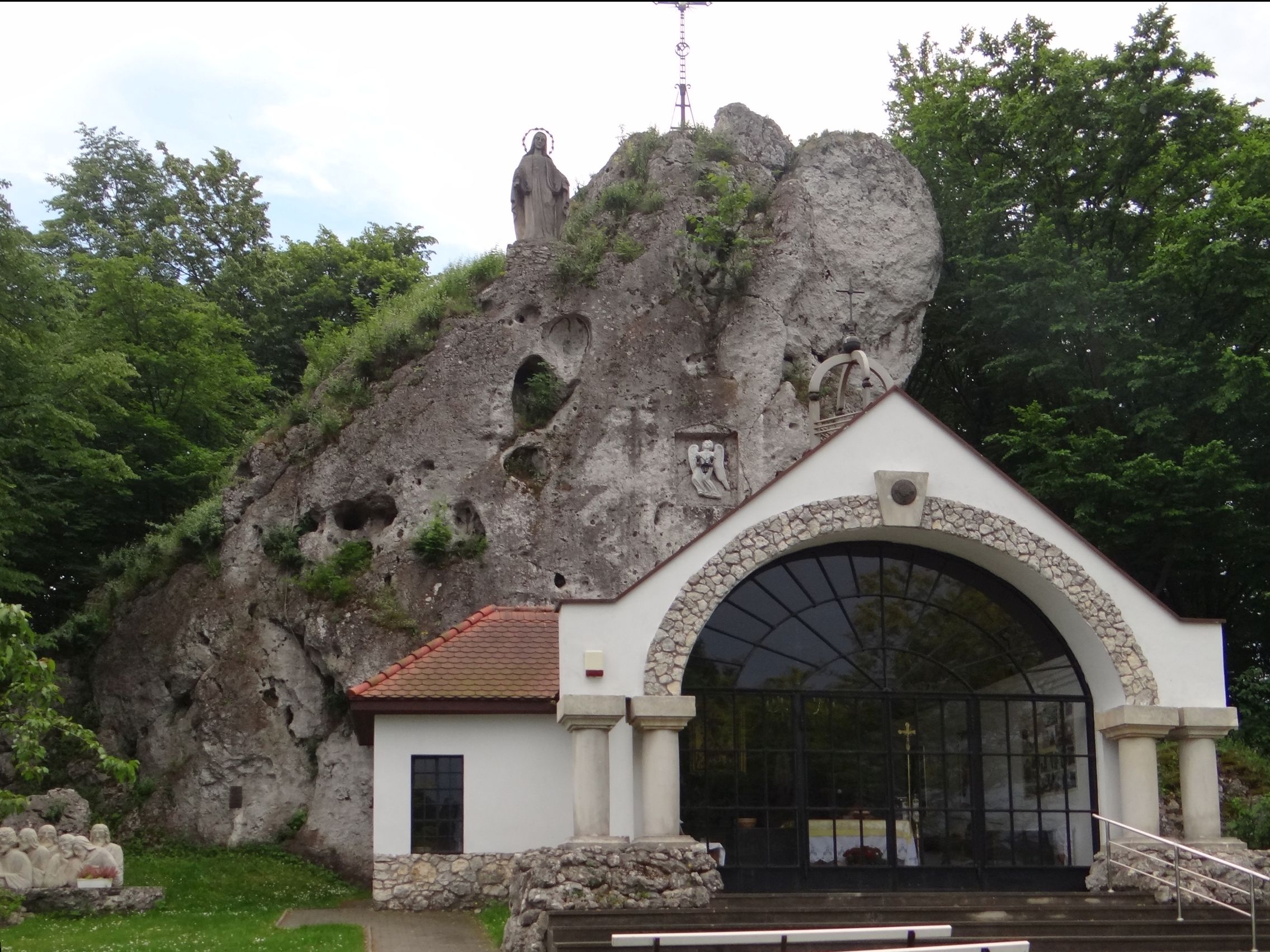
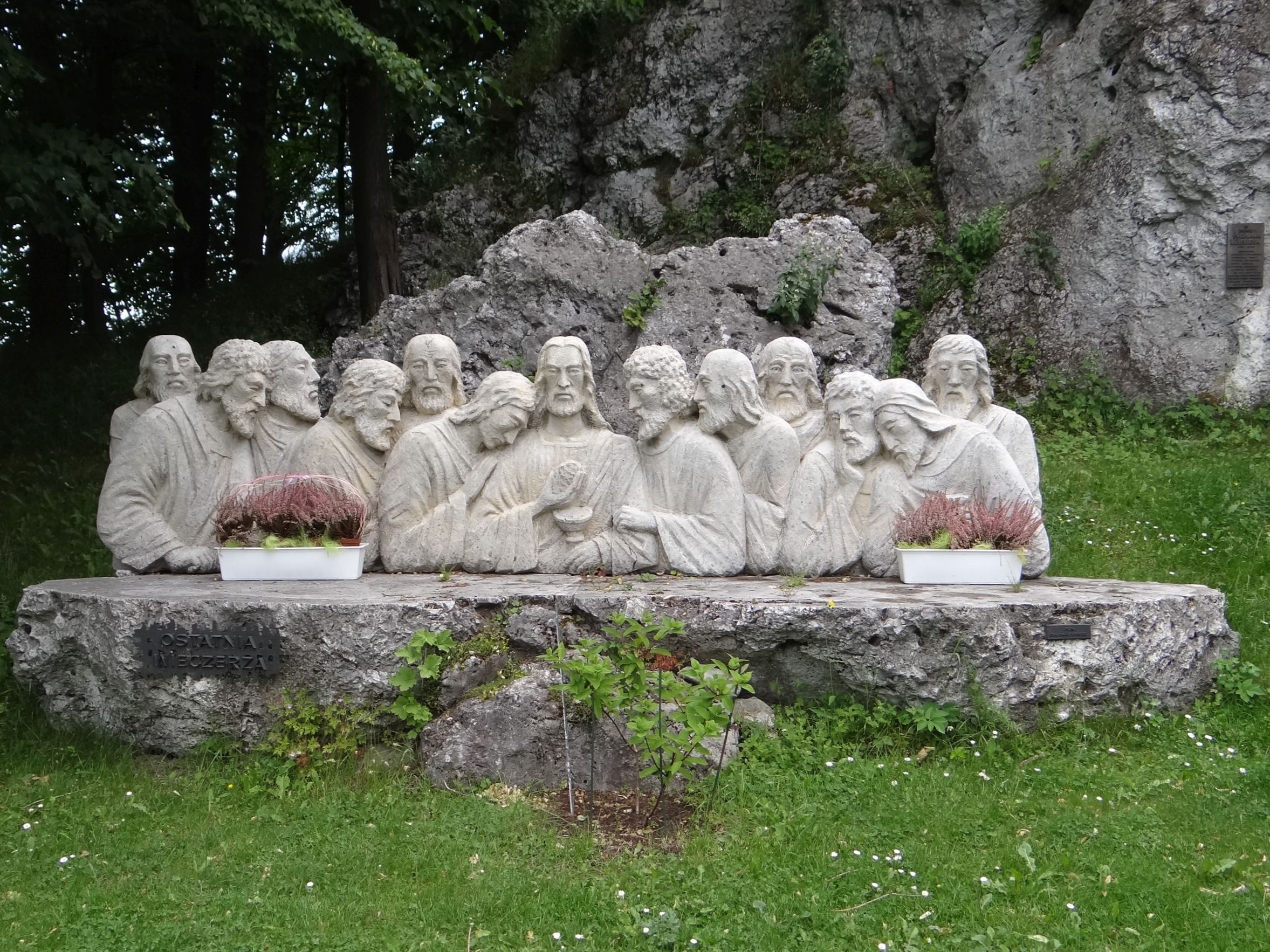